# 大謝利夏
50°49′28″N 26°58′33″E / 50.82444°N 26.97583°E
大謝利夏（烏克蘭語：Великі Селища），是烏克蘭西北部的村莊，隸屬里夫內州的里夫內區。該村始建於1710年，面積1.35平方公里，海拔高度182米，2001年人口1,289，人口密度每平方公里954.8人。